# Émile Joseph Mercier
Pour les articles homonymes, voir Émile Mercier et Mercier.
Émile Joseph Mercier, dit Émile Mercier, né le 8 avril 1868 à Épernay et mort le 22 mai 1922 à Paris, est le fils du célèbre Eugène Mercier, et le fondateur de l'association des sourds  : le foyer Association Amicale des Deux Sexes des Sourds-Muets de la Champagne à Reims.

## Biographie
Émile Mercier est le premier enfant d'Eugène Mercier, il est sourd comme son frère Henri. Ferdinand Berthier n'était pas un de ses professeurs sourd à l'institut des Sourds-Muets de Paris car celui ci était déjà à la retraite quand Emile arriva dans cette école mais il l'a pu le rencontrer lors des célébrations annuelles en mémoire de l'Abbé de l'Epée à l'institut Saint Jacques.
En 1889, il a fait partie des participants au congrès international des sourds à Paris, aux côtés de Claudius Forestier et de Gustave Hennequin. Puis en 1892, il a traversé l'Atlantique aux côtés de Henri Gaillard, Joseph Chazal, René Desperriers, Henri Genis, et de Félix Plessis, pour représenter la France au congrès international des Sourds à Chicago.
En 1898, Émile épouse Félicie Hennequin, fille de Gustave Nicolas Hennequin, le sculpteur sourd et artiste-peintre elle-même.  Ensemble, ils ont eu plusieurs enfants entendants.
Il meurt soudainement le 22 mai 1922, après avoir consacré toute sa vie au développement de la mutualité sourde.

## Association amicale des deux sexes des sourds-muets de la Champagne
Au retour de Chicago, Emile Mercier estime nécessaire la présence d'une association sourde à Reims. Ainsi, en 1893, lors d'un banquet, Mercier annonce son intention de fonder un foyer de sourds à Reims pour l'année suivante : l'Association amicale des deux sexes des sourds-muets de la Champagne. Cette fondation est nécessaire pour financer l'achat d'un terrain et la construction d'un bâtiment accueillant un foyer associatif sourd. Les sourds les plus fortunés de la région réimoise, comme Jules Pron, et Emile Mercier lui-même apportent un fonds de départ. Dans le même temps, durant la construction, l'association met en place une caisse de secours mutuel, et une caisse de prévoyance afin de soutenir financièrement les sourds et les sourdes dans le besoin à la suite d'un accident de vie.
La construction du foyer est achevée en 1895, et le Journal des Sourds-Muets du 5 juin 1895 lui consacre un article où l'auteur encourage les autres associations de le faire. Plus tard, 1908, il a fait don de 10 000 francs à l'Association amicale des deux sexes des sourds-muets de la Champagne pour acheter le cercle de l’abbé de l’Épée, dont Jules Pron en est le propriétaire pour que l'association devienne officiellement propriétaire.
En 1970, le Foyer du sourd champenois FSC est créé pour diriger l'Association amicale des deux sexes des sourds-muets de la Champagne et puis cette dernière est dissoute en 1984.
En 1995, le Foyer du sourd champenois FSC devient l'Association des sourds de Reims et de Champagne-Ardenne.

### Ouvrage
- Patrice Gicquel, Il était une fois… les sourds français, Paris, Éditions Books on Demand, 2011, 208 p. (ISBN 978-2-8106-1306-9)
- Angélique Cantin, Yann Cantin, Dictionnaire biographique des grands sourds en France, Archives et Culture, 2017, 351 p.
- Yann Cantin, La communauté sourde de la Belle Epoque, Archives et Culture, 2018, 208 p.